# Casa Calistri
Casa Calistri è una frazione del comune di Alto Reno Terme e capoluogo del "quinto" gruppo di località nella parte più a monte della valle del torrente Randaragna (affluente del fiume Reno), dominata dal monte Orsigna.

## Geografia fisica
Casa Calistri è immersa in boschi, praticamente incontaminati, di castagni e nella parte più alta di faggi, carpini e abeti, in mezzo ai quali è possibile scoprire ancora numerosi ruderi di casoni per il ricovero degli armenti, di mulini ed essiccatoi per le castagne; nei dintorni ci si può imbattere anche in antiche piazze col terreno un po' annerito inequivocabile segno di antiche carbonare (carbonaia); tutte tracce che ricordano la dura vita degli abitanti di queste montagne.
La fauna del sottobosco è composta di scoiattoli, volpi, caprioli, daini, qualche cervo e cinghiali.
Passeggiando per le folte macchie si può essere osservati anche dal lupo che recentemente è tornato a popolare queste montagne; è invece praticamente impossibile per l'occhio umano poterlo vedere a meno che non si sia degli esperti della fauna montana (guardie forestali, guardacaccia).

## Storia
Negli anni cinquanta grazie alla presenza del parroco  don Marchi Casa Calistri la frazione fu teatro di alcune iniziative molto innovative per l'epoca.
Una fu l'istituzione della scuola media "a distanza" un progetto creato con la collaborazione del Ministero della Pubblica Istruzione che permetteva agli alunni di tale scuola di seguire le lezioni via TV (installata nell'oratorio già dal 1958) senza quindi dover tutte le mattine sobbarcarsi un faticoso viaggio a Porretta Terme; solo per l'esame di 3ª media dovevano recarsi presso il capoluogo dell'alto appennino bolognese.
L'altra di grande utilità per gli abitanti delle frazioni lontane da Casa Calistri fu l'installazione sul campanile della chiesa di trombe con lo scopo principale di avvisare coloro che venivano chiamati al telefono pubblico (installato nel 1950 presso una bottega tabaccheria del posto).

## Monumenti e luoghi d'interesse

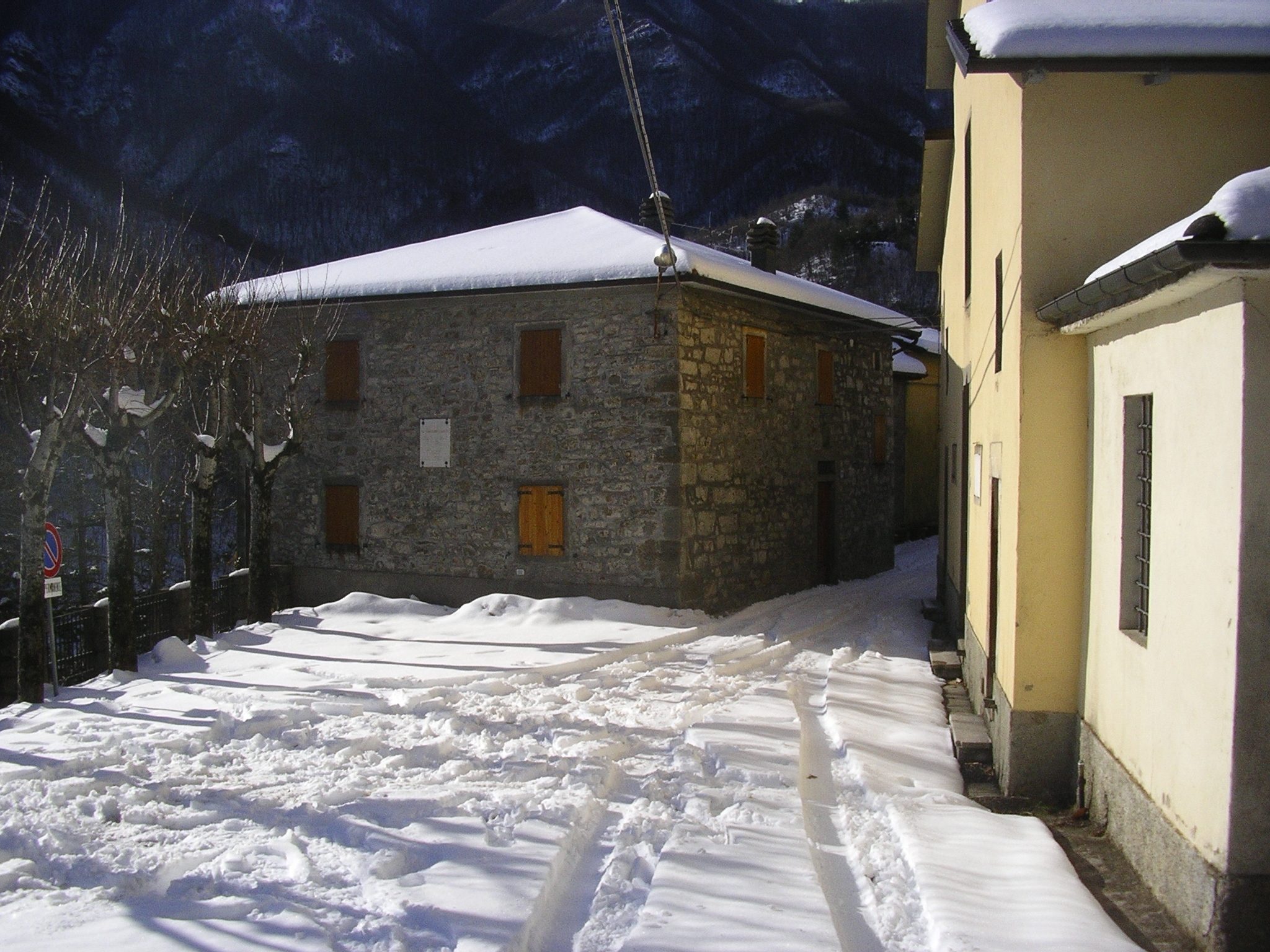
Piazzetta di Casa Calistri

Sulla piazza si affaccia la chiesa di san Pellegrino la cui festa si tiene il 1º di agosto con caratteristica processione della statua del Santo per le vie del paese. La Chiesa risale alla fine del Seicento come da iscrizione su pietra nella facciata.

## Infrastrutture e trasporti
Casa Calistri è collegata con Molino del Pallone e Porretta Terme con servizio di corriere 2 volte al giorno tranne i giorni festivi fino a circa 20 anni fa era dotata anche di ufficio postale.